# Kleopatra Thea
Kleopátra Thea (ógörögül: Κλεοπάτρα Θεά, "Kleopátra istennő"); kb. I. e. 164 – i. e. 121) a Szeleukida Birodalom királynéja, i. e. 125 után régense. A hellenisztikus állam három uralkodójának (I. Alexandrosz, II. Démétriosz, VII. Antiokhosz) volt a felesége, négynek pedig (VI. Antiokhosz, V. Szeleukosz, VIII. Antiokhosz és IX. Antiokhosz) pedig az anyja.

## Élete

### Első házassága

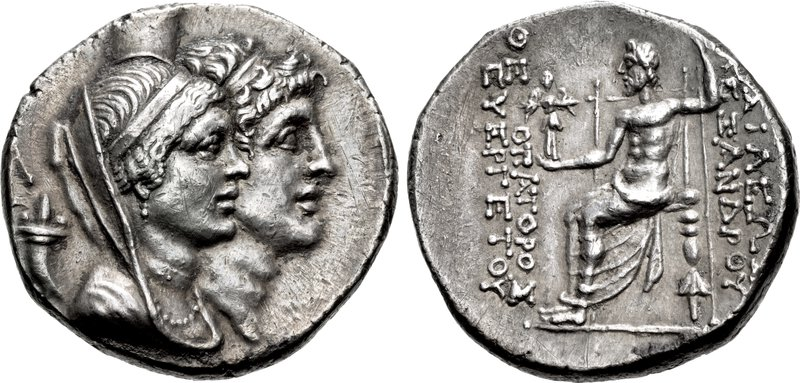
I. Alexandrosz Balasz és Kleopatra Thea tetradrachmája

Kleopátra Thea i. e. 164 körül született VI. Ptolemaiosz egyiptomi fáraó és felesége (és egyben húga), II. Kleopátra idősebbik lányaként. I. e. 154-ben eljegyezték nagybátyjával, a leendő VIII Ptolemaiosszal, aki azonban végül a húgát, III. Kleopátrát vette feleségül.
I. e. 152-ben az Egyiptommal szomszédos Szeleukida Birodalomban trónkövetelő, I. Alexandrosz Balasz jelentkezett az akkori király, I. Démétriosz ellenében, és miután sikerült jelentős támogatókat szereznie, i. e. 150 nyarán egy döntő csatában legyőzte Démétrioszt, aki maga is elesett az ütközetben. VI. Ptolemaiosz szövetséget kötött az új királlyal, aminek megpecsételéseképpen feleségül adta hozzá Kleopátra Theát. Az esküvőre Ptolemaiszban került sor, fényes ünnepségek közepette.  

### Második házassága
I. e. 147-ben Démétriosz fia, II. Démétriosz krétai zsoldossereg élén visszatért, hogy megszerezze apja koronáját. VI. Ptolemaiosz ekkorra már lemondott léha, züllött életmódot folytató vejéről, aki elvesztette alattvalói hűségét. I. e. 145-ben látszólag Alexandrosz megsegítésére bevonult a föníciai partmenti városokba és saját helyőrséget helyezett el bennük, majd áthajózott a szeleukida fővárosba, Antiokheiába. Ott elválasztotta Kleopátra Theát a férjétől és feleségül adta a trónkövetelő II. Démétrioszhoz. Ptolemaioszt meg is koronázták, egy rövid ideig az Afrika és Ázsia királya címet viselte, de aztán tartva a római beavatkozástól, inkább Démétrioszt támogatta. Alexandrosz csatát vesztve a nabateusokhoz menekült, akik megölték, fejét pedig elküldték Ptolemaiosznak. Kleopátra Thea apja azonban nem sokáig örülhetett sikerének, néhány nap múlva belehalt a csatában szerzett sérüléseibe (egy elefánttól megriadt lova ledobta magáról).
II. Démétriosz elbocsátotta elődjének főtisztségviselőit, többek között hadvezérét, Diodotosz Trüphónt, akinek azonban sikerült elrabolnia Kleopátra Thea és Alexandrosz ekkor kb. két éves fiát, VI. Antiokhoszt és Arábiába menekült vele, ahol kikiáltotta királynak, magát pedig régensnek. I. e. 142-141 körül VI. Antiokhosz meghalt (hivatalosan egy műtétbe halt bele, de sokan Diodotoszt vádolták a meggyilkolásával). 
Démétriosznak és Kleopátra Theának három gyermeke született, a leendő V. Szeleukosz, VIII. Antiokhosz, illetve egy Laodiké nevű lány. I. e. 139-ben Démétriosz keleti hadjáratra indult a birodalom keleti régióit sorra elfoglaló pártusok ellen, a kezdeti sikerek után azonban 138-ban csatát vesztett és fogságba esett. I. Mithridatész pártus király rangjához méltóan bánt vele, kellemes körülmények között élhetett, sőt egy Rhodogüné nevű pártus hercegnőt is feleségül adott hozzá, akitől gyermekei születtek. Vele együtt gyermekei, Szeleukosz (vagy V. Szeleukosz vagy egy ugyanilyen nevű öccse) és Laodiké is fogságba esett; a lányt később Mithridatész utódja, II. Phraatész feleségül vette.

### Harmadik házassága
Kleopátra Thea ennek hallatán elvált férjétől és felvette a kapcsolatot annak öccsével, VII. Antiokhosszal, aki addig a pamphüliai Szidé városában élt. Feleségül ment hozzá és királlyá koronáztatta. Antiokhosz még i. e. 138-ban kiűzte Diodotosz Trüphónt a fővárosból, Antiokheiából és ostrom alá vette Dorában majd Apameiában, ahol az végül öngyilkos lett. 
Kleopátra Theának és VII. Antiokhosznak legalább egy fia, a leendő IX. Antiokhosz Küzikénosz született (valamint feltehetően további két - Antiokhosz és Szeleukosz nevű - fia és egy vagy két Laodiké nevű lánya).  
Miután Antiokhosz stabilizálta helyzetét, i. e. 132-ben ő is hadjáratot indított az ország jelentős részeit megszállva tartó pártusok ellen. Rendkívüli sikereket ért el ellenük, már a háború elején csatában megölték az idős Mithridatész királyt, utána pedig visszafoglalták Babilont, Mezopotámiát és Médiát. Mithridatész utódja, II. Phraatész ekkor, i. e. 130-ban szabadon engedte Démétrioszt, remélve hogy a két fivér polgárháborút robbant ki. Mielőtt azonban Démétriosz hazaérhetett volna Szíriába, a kisebb lovascsapattal vonuló Antiokhoszt meglepte egy nagyobb pártus sereg, aki a fogságot elkerülendő, öngyilkos lett. II. Démétriosz visszatért volt feleségéhez, Kleopátra Theához. 
I. e. 127-ben Kleopátra Thea anyja, II. Kleopátra, aki ekkor már negyedik éve háborúzott férje és fivére, VIII. Ptolemaiosz ellen, az egyiptomi kincstárral lányához és vejéhez menekült Szíriába. Démétriosz megígérte, hogy segít neki és ostrom alá vette Péluszion határvárost, mire VIII. Ptolemaiosz egy trónkövetelőt, II. Alexandrosz Zabinaszt (rosszindulatú pletykák szerint egy felszabadított rabszolgát) küldött Szíriába a kegyetlenkedései miatt népszerűtlen Démétriosz ellen.
II. Démétriosz i. e. 126-ban Damaszkusz mellett csatát vesztett Alexandrosz erőivel szemben. A tengerparti Ptolemaiszba menekült, ám felesége bezáratta előtte a kapukat, nem engedte be a városba. Ezután Türoszba ment, ahol inkognitóban hajóra szállt, de felismerték és kivégezték. 

### Régenssége

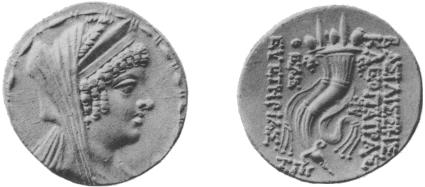
Kleopátra Thea saját nevében kiadott pénze

Ezt követően Démétriosz és Kleopátra Thea nagyobbik közös fia, V. Szeleukosz lett az uralkodó, őt azonban anyja (vagy mert tartott tőle, hogy apja halálában játszott szerepe miatt bosszút áll rajta vagy mert nem volt hajlandó közös uralkodásra) hamarosan meggyilkoltatta. Lehetséges hogy Kleopátra Thea egyedül királynőként kívánt uralkodni (erre utal legalábbis, hogy a saját nevében is adott ki pénzt), de mivel a szíriaiak ezt nem fogadták el, kisebbik fiát, a kiskorú VIII. Antiokhosz Grüphoszt koronázták meg, ő pedig régensként vagy társuralkodóként kormányzott. Az egyiptomi szövetség fenntartására Antiokhosz VIII. Ptolemaiosz és III. Kleopátra lányát, Trüphainát vette feleségül. A trónkövetelő II. Alexandroszt i. e. 123-ban sikerült legyőzni. 
Ahogy VIII. Antiokhosz kezdett felnőni, egyre több részt követelt a kormányzásból. I. e. 121-ben megmérgezte anyját. Állítása szerint Kleopátra Thea akarta őt megmérgezni és amikor visszatért egy vadászatból, bort kínált neki. Antiokhosz gyanút fogott és kényszerítette Kleopátra Theát hogy kiigya a méregpoharat.
VIII. Antiokhosznak sikerült stabilizálnia uralmát, míg i. e. 114-ben féltestvére, Kleopátra Thea és VII. Antiokhosz fia, IX. Antiokhosz Küzikénosz vissza nem tért és a polgárháború kiújult. 